# Ingebrechterode
Koordinaten: 50° 47′ 14″ N, 9° 19′ 26″ O
Ingebrechterode ist eine wüste Dorfstelle etwa 5 km nordöstlich von Alsfeld im mittelhessischen Vogelsbergkreis. Der Ort wird in der Gemarkung von Hattendorf zwischen den Alsfelder Stadtteilen Hattendorf und Elbenrod im Bereich der Gehöftgruppen Afterode und Krausenberg auf 278 m ü. NHN am Nordufer der Berfa vermutet.

## Geschichte
Der Ort, offenkundig schon vorher seit längerer Zeit besiedelt, wurde im Jahre 1283 als „Ingebratterode“ erstmals urkundlich erwähnt, als die Herren von Storndorf gegenüber dem Kloster Immichenhain, einem Augustiner-Chorfrauen-Stift, auf ihre Ansprüche auf Güter im Ort verzichteten, die der Ritter Wigand von Schrecksbach zuvor dem Kloster überlassen hatte. Auch die nächste Erwähnung des Orts im Jahre 1294, nun mit der Bezeichnung „Ingebrechterode“, bezog sich auf diesen Verzicht. Spätere Erwähnungen erfolgten unter den Ortsnamen „Ingebraderode“ (1299), „Ingebracherode“ (1332), „Engelbrechterode“ (1387), „Inferterade“ (1459) und „Ingebrechtigerode“ (1487). Im Jahre 1299 tauschte die Landkommende Marburg des Deutschen Ordens ihre Güter zu Ingebrechterode mit dem Kloster Immichenhain gegen Güter in Ober-Gleen. 1332 übertrug Friedrich von Romrod, der sich auch von Herzberg nannte, dem Kloster Immichenhain einen Teil des die „Alte Dicke“ genannten Walds und seine in Ingebrechterode gelegenen Güter, soweit sie von alters her zu diesem Wald gehörten. 1351, als der Alsfelder Bürger Kurt Spangenberg Zehntfreiheit für sein Gut in Ingebrechterode beanspruchte, besaß das Kloster Immichenhain den Zehnten im Dorf, und 1360 und auch 1367 hatte das Kloster Einkünfte von vier Beständern in Ingebrechterode, die dort Güter pachteten. Nennungen der Siedlung in den Jahren 1383 und 1388 handeln von der Verpfändung einer Gülte und von Ackerland durch Bauern im Ort oder der in der Umgebung.
Möglicherweise fiel der Ort schon in der zweiten Hälfte des 14. Jahrhunderts teilweise wüst, aber noch 1432 belehnte Graf Johann II. von Ziegenhain die von Ehringshausen mit dem Zehnten zu Ingebrechterode gelegen beim Niederberg. Die letzten drei Nennungen des Orts aus den Jahren 1487, 1490 und 1498 betreffen Eigentums- oder Einkünfteübertragungen im inzwischen wüsten oder weitgehend wüsten Ort an den landgräflichen Amtmann  in Neustadt, Kurt von Eschwege, oder von diesem an das Kloster Immichenhain.